# Clyman (Wisconsin)
Clyman est un village du comté de Dodge, dans l'État du Wisconsin, aux États-Unis. En 2020, il comptait une population de 712 habitants.